# "V" Is for Vagina
"V" Is for Vagina è il primo album in studio del gruppo musicale statunitense Puscifer, pubblicato il 30 ottobre 2007 dalla Puscifer Entertainment.

## Tracce
1. Queen B – 3:56 (Tim Alexander, Maynard James Keenan)
2. Dozo – 4:00 (Maynard James Keenan, Lustmord)
3. Vagina Mine – 5:35 (Maynard James Keenan)
4. Momma Sed – 3:24 (Tim Commerford, Maynard James Keenan, Jonny Polonsky, Brad Wilk)
5. Drunk with Power – 5:01 (Maynard James Keenan, Lustmord)
6. The Undertaker – 4:00 (Maynard James Keenan, Danny Lohner)
7. Trekka – 4:46 (Maynard James Keenan, Lustmord)
8. Indigo Children – 6:22 (Maynard James Keenan)
9. Sour Grapes – 6:45 (Tim Alexander, Maynard James Keenan, Jonny Polonsky)
10. Rev. 22:20 (Dry Martini Mix) – 5:08 (Maynard James Keenan, Danny Lohner)

Tracce bonus nell'edizione deluxe digitale
1. The Undertaker (Spanish Fly Mix) – 3:44
2. Lighten Up, Francis – 4:10
3. Queen B (BLESTeNATION Mix) – 3:25
4. Momma Sed (BLESTeNATION Mix) – 4:45

## Formazione
Hanno partecipato alle registrazioni, secondo quanto riportato sul portale AllMusic:
Musicisti
- Maynard James Keenan – clavinet, batteria, chitarra acustica, percussioni, voce
- Tim "Herb" Alexander – batteria
- Joe Barresi – chitarra
- Jeremy Berman – batteria, percussioni
- Alessandro Cortini – sintetizzatore
- Ainjel Emme – chitarra acustica, voce
- Joshua Eustis – chitarra, programmazione, Wurlitzer
- Alain Johannes – chitarra
- Brian Lustmord – programmazione
- Mat Mitchell – basso, chitarra, programmazione
- Alfredo Nogueira – pedal steel
- Jonny Polonsky – pianoforte, clavinet, campionatore, loop
- Gil Sharone – batteria, percussioni
- Rani Sharone – basso, basso fretless, chitarra, chitarra baritona, percussioni

Produzione
- Mat Mitchell – produzione
- Puscifer – produzione
- Alan Moulder – missaggio
- Andy Savours – missaggio
- Bob Ludwig – mastering
- Eddie McClintock – direzione artistica, grafica

## Classifiche
| Classifica (2007)         | Posizione massima |
| ------------------------- | ----------------- |
| Australia                 | 27                |
| Francia                   | 194               |
| Nuova Zelanda             | 22                |
| Stati Uniti               | 25                |
| Stati Uniti (alternative) | 7                 |
| Stati Uniti (independent) | 1                 |
| Stati Uniti (rock)        | 9                 |
| Stati Uniti (tastemaker)  | 3                 |